# Каплан, Борис Соломонович
Бори́с Соломо́нович Капла́н (8 ноября 1925, Москва — 28 января 2024) —  советский и российский деятель телевидения, редактор, автор программ. Профессор, заведующий кафедрой экранных искусств ФГБОУ ДПО «Академия медиаиндустрии» до 2019 года. Заслуженный работник культуры РСФСР. Заслуженный деятель искусств РФ. Член Союза театральных деятелей РФ. Член Союза журналистов России. Академик Евразийской академии телевидения и радио. Почётный магистр Международной академии театра.

## Биография
С 1942 по 1945 год — тракторист Бугульминской МТС в Татарской АССР. Слесарь-сборщик, секретарь бюро ВЛКСМ сборочного цеха авиационного завода № 22. Моторист на аэродроме ВНИИ ВВС.
Ветеран Великой Отечественной войны.
После войны поступил в Московский городской педагогический институт имени В. П. Потёмкина на факультет русского языка и литературы (окончил в 1951 году). Являлся секретарём бюро ВЛКСМ факультета.
С 1951 по 1962 год — учитель, директор школы № 716 г. Москвы.
С 1962 по 1967 год — старший референт Правления Всесоюзного общества «Знание».
С 1967 по 1990 год — заместитель главного редактора Главной редакции литературно-драматических программ, заместитель главного редактора Главной редакции цветного телевидения, главный редактор по программам Главной дирекции программ (1971-1973 годы), заместитель главного редактора Главной редакции кинопрограмм Центрального телевидения СССР.
Под руководством Каплана в 1980-е годы  формировалась телевизионная сетка вещания Центрального телевидения. По итогам его заграничных командировок были закуплены для показа телесериалы «Рабыня Изаура» и «Спрут», несколько мультипликационных сериалов производства компании «Дисней» («Чип и Дейл спешат на помощь», «Утиные истории»).
С 1990 по 1992 год — начальник отдела театрального и музыкального искусства Министерства культуры СССР.
С 1993 года — профессор, заведующий кафедрой экранного искусства Института повышения квалификации работников телевидения и радиовещания.
С 2008 года — заведующий кафедрой сценарного мастерства и искусствоведения.
С мая 2012 года ИПК преобразован в ФГБОУ ДПО «Академия медиаиндустрии», Каплан — заведующий кафедрой экранных искусств. Член Учёного Совета.
Автор статей и сценариев телевизионных фильмов о деятелях культуры, отечественном искусстве.
Руководитель проекта «Музей телевидения и радио в Интернете».
Член жюри всесоюзных, российских и международных фестивалей.
16 ноября 2011 года награждён Орденом Дружбы.
Член Общественного Союза работников и ветеранов телевидения, художественный руководитель и председатель гильдии редакторов.
Член совета фонда «Золотой Пеликан» им. И. М. Смоктуновского.
Скончался 28 января 2024 года в возрасте 98 лет.

## Книги и статьи
- Я — счастливый человек. М.: Академия медиаиндустрии, 2015. — С. 162.[11]